# 関本
関本（せきもと）は、神奈川県南足柄市にある地名。南足柄市役所が所在する市の行政の中心部である。

## 歴史
古代には東海道の途中に坂本駅（さかもとのうまや）が置かれていた所であり、中世（鎌倉時代）に入って、『吾妻鏡』建長4年（1252年）4月1日条において鎌倉幕府の新将軍として鎌倉へ下向途中の宗尊親王が経由した場所として｢関本宿｣の地名が登場しておりこの頃から｢関本｣の地名があったとみられる。その後、近世（江戸時代）になると、この時代に整備された矢倉沢往還の経由地（宿駅）として制定され、周辺は最乗寺の門前町としても栄えたという。今日でも大雄山駅の周辺には多くの史跡が残されている。

### 沿革
- 1889年（明治22年）4月1日 - 町村制の施行により、関本村は苅野村・弘西寺村・雨坪村、福泉村・猿山村・飯沢村・狩野村・中沼村と合併し足柄上郡南足柄村が発足。関本村は南足柄村関本となる。
- 1940年（昭和15年）4月1日 - 南足柄村が町制施行し南足柄町（初代）発足。南足柄町関本となる。
- 1955年（昭和30年）4月1日 - 南足柄町（初代）が福沢村・岡本村および北足柄村の一部（大字内山、矢倉沢）と合併し、南足柄町（2代）が発足。
- 1972年（昭和47年）4月1日 - 足柄町（2代）が市制施行して南足柄市となる。南足柄市関本となる。

## 世帯数と人口
2020年（令和2年）10月1日現在（国勢調査）の世帯数と人口（総務省調べ）は以下の通りである。
| 大字 | 世帯数    | 人口    |
| ---- | --------- | ------- |
| 関本 | 1,169世帯 | 2,969人 |

### 人口の変遷
国勢調査による人口の推移。
| 年                 | 人口  |
| ------------------ | ----- |
| 1995年（平成7年）  | 2,624 |
| 2000年（平成12年） | 2,880 |
| 2005年（平成17年） | 3,143 |
| 2010年（平成22年） | 3,098 |
| 2015年（平成27年） | 3,079 |
| 2020年（令和2年）  | 2,969 |

### 世帯数の変遷
国勢調査による世帯数の推移。
| 年                 | 世帯数 |
| ------------------ | ------ |
| 1995年（平成7年）  | 817    |
| 2000年（平成12年） | 957    |
| 2005年（平成17年） | 1,051  |
| 2010年（平成22年） | 1,071  |
| 2015年（平成27年） | 1,132  |
| 2020年（令和2年）  | 1,169  |

## 学区
市立小・中学校に通う場合、学区は以下の通りとなる（2022年1月時点）。
| 番地 | 小学校                 | 中学校                 |
| ---- | ---------------------- | ---------------------- |
| 全域 | 南足柄市立南足柄小学校 | 南足柄市立南足柄中学校 |

## 事業所
2021年（令和3年）現在の経済センサス調査による事業所数と従業員数は以下の通りである。
| 大字 | 事業所数  | 従業員数 |
| ---- | --------- | -------- |
| 関本 | 154事業所 | 1,649人  |

### 事業者数の変遷
経済センサスによる事業所数の推移。
| 年                 | 事業者数 |
| ------------------ | -------- |
| 2016年（平成28年） | 158      |
| 2021年（令和3年）  | 154      |

### 従業員数の変遷
経済センサスによる従業員数の推移。
| 年                 | 従業員数 |
| ------------------ | -------- |
| 2016年（平成28年） | 1,245    |
| 2021年（令和3年）  | 1,649    |

## 交通

### 鉄道
- 伊豆箱根鉄道
  - 大雄山線：大雄山駅

### 路線バス
大雄山駅が市中心部のバスターミナルとして機能しており、道了尊（大雄山最乗寺）行きバスを始めとして市内各所および松田町・開成町方面との連絡を担当する路線が運行される。

### 道路
関本で南足柄市の主要な県道が交差しており、道路面においても要衝となっている。
- 神奈川県道74号小田原山北線：南足柄市の主要幹線の一つで、南北に延びる。南は小田原市方面、北は山北町方面へ接続している。
- 神奈川県道78号御殿場大井線：南足柄市のもう一つの主要幹線で、東西に延びる。東は開成町方面、西は足柄峠方面に接続する。

## 施設
- 南足柄市役所
- 南足柄市文化会館
- 南足柄市りんどう会館
- 南足柄郵便局
- 南足柄市営総合グラウンド
- 関本公園
- ヴェルミ2
- ホテルとざんコンフォート大雄山
- 南足柄市立南足柄中学校
- 南足柄市立南足柄小学校
- JAかながわ西湘南足柄支店

## その他

### 日本郵便
- 郵便番号 : 250-0105[4]（集配局 : 南足柄郵便局[14]）。